# 骆驼坳镇
骆驼坳镇，是中华人民共和国湖北省黄冈市罗田县下辖的一个乡镇级行政单位。

## 行政区划
骆驼坳镇下辖以下地区：
涂家垸村、赵家垸村、卢家坳村、徐家垸村、学堂村、骆驼坳村、燕窝垸村、郭家河村、叶家圈村、凡家冲村、望江垴村、胡家大垸村、茶园冲村、田铺垸村、严家坳村、夏家坳村、夏家冲村、彭家圈村、胡家冲村、高家咀村、河铺村、梨树坳村、城门山村、许家冲村、牛皮地村、罗河垸村和界河村。